# Bullock County
Bullock County je okres ve státě Alabama v USA. K roku 2010 zde žilo 10 914 obyvatel. Správním městem okresu je Union Springs. Celková rozloha okresu činí 1 621 km².